# Rhytidocaulon tortum
Rhytidocaulon tortum är en oleanderväxtart som först beskrevs av Nicholas Edward Brown, och fick sitt nu gällande namn av Michael George Gilbert. Rhytidocaulon tortum ingår i släktet Rhytidocaulon och familjen oleanderväxter. Inga underarter finns listade i Catalogue of Life.